# Kalecik, Tuşba
Kalecik là một xã thuộc huyện Tuşba, tỉnh Van, Thổ Nhĩ Kỳ. Dân số thời điểm năm 2011 là 3.101 người.